# João Galamba
João Saldanha de Azevedo Galamba (né le 4 août 1976) est un économiste et homme politique portugais. Membre du Parti socialiste, il est ministre des Infrastructures dans le troisième gouvernement Costa, entre janvier et novembre 2023.
Galamba est député à l'Assemblée de la République et vice-président du groupe parlementaire du Parti socialiste. Il est secrétaire d'État à l'Énergie dans le premier gouvernement d'António Costa, vice-ministre et secrétaire d'État à l'Énergie pendant le deuxième mandat de Costa, et secrétaire d'État à l'Environnement et à l'Énergie au début du troisième mandat.
Galamba est désigné comme suspect officiel (arguido) dans une enquête pour corruption concernant des transactions dans lesquelles il est impliqué lorsqu'il est secrétaire d'État. Le scandale politique conduit à la démission du Premier ministre António Costa le 7 novembre 2023 et à la chute du gouvernement,. Six jours plus tard, le 13 novembre 2023, Galamba démissionne de son poste de ministre.

## Jeunesse, éducation et carrière
João Galamba est né à Lisbonne le 4 août 1976. Il obtient une licence en économie de la Nova School of Business and Economics et est inscrit à un doctorat en sciences politiques à la London School of Economics, où il enseigne la philosophie politique au département gouvernemental,.
Il travaille ensuite chez Santander Group et DiamondCluster International.

## Carrière politique
Avant d’accepter le poste de secrétaire d’État, Galamba est vice-président du groupe parlementaire du Parti socialiste et est député de 2009 à 2019. Il travaille également à la présidence portugaise du Conseil de l'Union européenne et à l'Unité de mission pour les soins continus intégrés.
En 2014, alors qu’il est député à l’Assemblée de la République, Galamba prévient José Sócrates qu’il serait la cible de « n’importe quoi contre lui très rapidement », un avertissement qui fait référence à l’opération Marquês. En 2018, il déclare devant le Parlement que les accusations de corruption et de blanchiment d’argent contre l’ancien Premier ministre faisaient honte à « tout socialiste ».
Entre 2013 et 2018, il est commentateur dans l'émission de débat sociopolitique Sem Moderação - alors diffusée sur Canal Q et TSF, où il reste jusqu'à ce qu'il rejoigne le gouvernement d'António Costa en tant que secrétaire d'État.

### Secrétaire d’État à l’Énergie (2018-2023)
Galamba devient secrétaire d'État à l'Énergie en octobre 2018, sous le premier gouvernement d'António Costa. Il est promu au poste de vice-ministre et secrétaire d'État à l'Énergie au cours du second mandat de Costa, d'octobre 2019 à mars 2022, au sein du ministère de l'Environnement et de l'Action climatique. Au cours du troisième mandat, Costa le nomme secrétaire d'État à l'Énergie et à l'Environnement.
En tant que secrétaire d'État, il est impliqué dans l'enquête du ministère public sur des irrégularités présumées dans la concession d'exploration du lithium à Montalegre. Il soutient qu’il aurait commis un « délit » s’il avait annulé l’arrêté qui a rendu compte de l’approbation de la concession de recherche et d’exploitation du lithium à LusoRecursos, et affirme qu’il a fait ce qu’on lui avait demandé de faire.

### Ministre des Infrastructures (2023)
Après la démission du ministre des Infrastructures et du Logement Pedro Nuno Santos, António Costa nomme Galamba ministre des Infrastructures,. Son choix provoque de vives critiques de la part des dirigeants du Parti social-démocrate et de Chega,.
Le 7 novembre 2023, Galamba est désigné suspect officiel (arguido) dans l'opération Influencer, une enquête pour corruption ordonnée par le ministère public du Portugal, concernant plusieurs transactions dans lesquelles il a été impliqué pendant son mandat de secrétaire d'État. Le scandale politique conduit à la démission du Premier ministre, lui aussi suspecté, et à la chute du gouvernement. Le 13 novembre 2023, Galamba démissionne de son poste de ministre,.